# Franck Daddy Diatta
Franck Daddy Diatta, né le 02 avril 1991  à Yéri au Sénégal, est un syndicaliste et militant politique sénégalais. Ancien leader estudiantin à l'Université Cheikh Anta Diop de Dakar, il a occupé plusieurs postes de responsabilités au sein du Parti démocratique sénégalais (PDS), avant de le quitter en octobre 2024 pour rejoindre le PASTEF.

## Biographie

### Origine et formation
Bien qu'originaire de Mlomp en Casamance, Franck Daddy Diatta est né le 2 avril 1991 à Yéri, dans le département de Mbacké au Sénégal. Il passe l'entrée en 6e à l'école Mame More Diarra, puis le Brevet de fin d'études moyennes (Bfem) ainsi que le Baccalauréat au collège d'enseignement moyen (Cem) de Mbacké. Il intègre ensuite la faculté des sciences juridiques et politiques de l'Université Cheikh Anta Diop de Dakar (UCAD) pour des études de Droit.

### Engagement syndical
A l'université Cheikh Anta Diop de Dakar, Franck Daddy Diatta s'engage dans le mouvement syndical estudiantin en adhérant à l'Amicale des étudiants de Mlomp. Il y est nommé délégué en 2010. Puis en 2025, avec quelques amis, ils créent leur propre mouvement syndical baptisé « Renaissance » qui gagne la confiance des étudiants de l'Université Cheikh Anta Diop.

### Engagement politique

#### Au sein du Parti démocratique sénégalais
Partisan de l'idéologie libérale pronée par le parti démocratique sénégalais (PDS), Franck Daddy Diatta est d'abord sécrétaire général national du Mouvement des élèves et étudiants libéraux (MEEL), avant d'être nommé secrétaire général de l'Union des jeunesses travaillistes et libérales (UJTL) en remplacement de Toussaint Manga,.
Parallèlement, Franck Daddy a été secrétaire national des jeunes, des étudiants et des élèves, puis secrétaire général de la section communale de Mbacké au sein du PDS.

#### Démission du PDS et adhésion au PASTEF
En octobre 2024, face à la mise à l'écart persistante de la jeunesse lors des investitures électorales, Franck Daddy Diatta démissionne des ses fonctions au sein du PDS et rejoint le PASTEF (Patriotes africains du Sénégal pour le travail, l'éthique et la fraternité). 